# 浮力

浮力現象的圖解

浮力（英語：Buoyancy）指物体浸入液体后，与所受重力相反的竖直向上的力。在柱形流体中，压强随着深度增加而增大，因此柱形流体底部的压强大于上部的压强。类似地，在流体中，物体底部受到的压强大于其顶部受到的压强，这种压强差在物体上产生了一种向上的合力，即浮力。根据阿基米德浮体原理，浮力与排开液体的重力(或重量)是相等的。浮力的单位是牛顿（N）。

## 常用公式
在静止流体中，浮力有以下四种常见求法。
- 定义法：{\displaystyle F}浮{\displaystyle =F}下表{\displaystyle -F}上表

由于浮力是各表面受流体压力的合力，左右两侧的压力由于深度相同而抵消，剩余上下两侧的压力差即为浮力。
- 称重法：{\displaystyle F}浮{\displaystyle =G-F}

{\displaystyle G}为物体重力，{\displaystyle F}为物体完全浸没时弹簧测力计的示数。
- 阿基米德原理：{\displaystyle F}浮{\displaystyle =G}排{\displaystyle =\rho }液{\displaystyle \cdot g\cdot V}排[1]
- 平衡法（二力平衡）：{\displaystyle F}浮{\displaystyle =G}物[2]

物体在流体中漂浮或悬浮时，适用该方法。

## 物体的浮沉条件
圖片與表格符號说明：
{\displaystyle F}浮：物体受到來自流体的浮力。即圖中{\displaystyle F}A。
{\displaystyle G}物：物体的重力(或重量)。即圖中{\displaystyle F}p。
{\displaystyle \rho }物：物体的密度。
{\displaystyle \rho }流：流体的密度。
| 物体状态 | {\displaystyle F}浮与{\displaystyle G}物的关系 | {\displaystyle \rho }物与{\displaystyle \rho }流的关系 |
| -------- | ---------------------------------------------- | ------------------------------------------------------ |
| 漂浮     | {\displaystyle F}浮{\displaystyle =G}物        | {\displaystyle \rho }物{\displaystyle <\rho }流        |
| 悬浮     | {\displaystyle F}浮{\displaystyle =G}物        | {\displaystyle \rho }物{\displaystyle =\rho }流        |
| 沉底     | {\displaystyle F}浮{\displaystyle =G}物        | {\displaystyle \rho }物{\displaystyle >\rho }流        |
| 上浮     | {\displaystyle F}浮{\displaystyle >G}物        | {\displaystyle \rho }物{\displaystyle <\rho }流        |
| 下沉     | {\displaystyle F}浮{\displaystyle <G}物        | {\displaystyle \rho }物{\displaystyle >\rho }流        |

註：
漂浮：物體浮在液面上，並且用手往下壓，放開之後物體仍會往上浮出液面。
懸浮：物體可浮在液體中任一位置。用手調整位置之後放開，位置會保持，並不會回復到之前的位置。
上浮：是一個動態過程，最終會達到漂浮這個結果。
下沉：是一個動態過程，最終會達到沉底這個結果。

### 延伸规律
- 物体漂浮时，浸入液体体积是物体体积的几分之几，物体的密度就是液体密度的几分之几。

证明：由二力平衡关系得
{\displaystyle F}浮{\displaystyle =G}物
{\displaystyle V}排 {\displaystyle \cdot } {\displaystyle \rho }液 {\displaystyle \cdot } {\displaystyle g} = {\displaystyle V}物 {\displaystyle \cdot } {\displaystyle \rho }物 {\displaystyle \cdot } {\displaystyle g}
等式两边同时除以{\displaystyle V}物 {\displaystyle \cdot } {\displaystyle g}
{\displaystyle \rho }物= {\displaystyle V}排{\displaystyle /}{\displaystyle V}物 {\displaystyle \cdot } {\displaystyle \rho }液

## 应用

### 潜艇

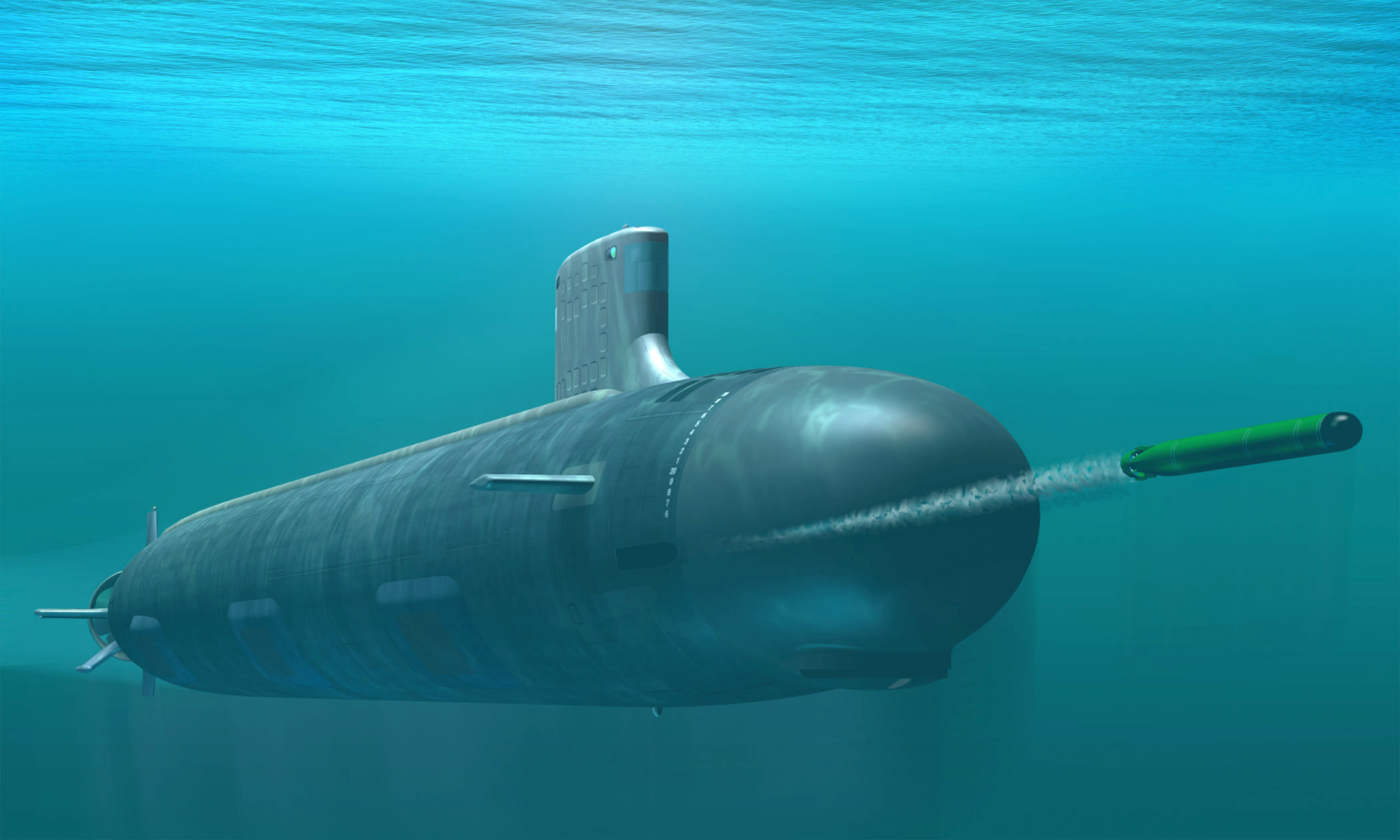
潜艇

所有在水面上的船只，包括在上浮之后的潜艇，它们所受的正浮力一定大于重力。所以如果要潜下去，潜艇必须得到更多的负浮力，也就是说潜艇或者将自身的重力大于其所受浮力，或者降低其排水量。而相对于排水量（排水的体积）的控制，对于重力的控制则完全可以通过装备一种叫做“沉浮箱”的水箱来控制。即通过控制沉浮箱中的注水情况来改变潜艇的重力。

### 密度计

#### 简介
密度计是一种测量液体密度的仪器。它是根据物体浮在液体中所受的浮力等于重力(公式表达为{\displaystyle F}浮{\displaystyle =G})的原理制造与工作的。使用时将密度计竖直地放入待测的液体中，待密度计平稳后，从它的刻度处读出待测液体的密度。通常在实验室里测量密度大于水的液体所用的密度计叫做比重计。测量密度小于水的液体，所用的密度计叫做比轻計。

#### 特点
- 上下刻度不均。

由物体的沉浮条件关系得，{\displaystyle F}浮{\displaystyle =G=m\cdot g}①
由阿基米德原理得{\displaystyle F}浮{\displaystyle =\rho }液{\displaystyle \cdot g\cdot V}排②
由①②两式得,{\displaystyle \rho }液{\displaystyle \cdot g\cdot V}排{\displaystyle =m\cdot g}
即{\displaystyle \rho =m/V}排③
从③①式可看出，待测液体的密度与密度计排开液体的体积成反比。液体的密度越大，密度计排开液体的体积就越小。
由③式得，{\displaystyle h=m/S\rho }④
从④式可以看出深度{\displaystyle h}与液体密度{\displaystyle \rho }成反比，根据反比例函数的性质，当密度{\displaystyle \rho }上升时，深度{\displaystyle h}并不等值下降，所以密度计刻度是不均匀的。

### 资料
1. 1 2  . 北京: 人民教育出版社. 2012. ISBN 9787107253232.
2. ↑  .   [2015-08-13]. （原始内容存档于2020-12-04）.
3. ↑  .   [2015-08-13]. （原始内容存档于2021-08-03）.
4. 1 2 3 4  .   [2015-08-14]. （原始内容存档于2021-08-03）.